# 毛叶梾木
毛叶梾木（学名：Swida oblonga var. griffithii）为山茱萸科梾木属下的一个变种。

## 扩展阅读
- 維基物種上的相關：毛叶梾木